# Угорна
Угорна (словац. Úhorná) — село в окрузі Ґаланта Трнавського краю Словаччини. Площа села 8,83 км². Станом на 31 грудня 2015 року в селі проживало 144 жителі.

## Історія
Перші згадки про село датуються 1383 роком.

## Географія
Протікає річка Смолник.

## Населення
| Рік:            | 1994. | 2004.    | 2014.   | 2024.   |
| --------------- | ----- | -------- | ------- | ------- |
| Кількість осіб: | 199   | 150      | 146     | 143     |
| Різниця:        |       | -24,62 % | -2,66 % | -2,05 % |

| Рік:            | 2023. | 2024.   |
| --------------- | ----- | ------- |
| Кількість осіб: | 141   | 143     |
| Різниця:        |       | +1,41 % |